# Erich Beer
Erich Beer (Neustadt bei Coburg, 9 de dezembro de 1946) é um ex-futebolista e treinador alemão que atuava como meia.

## Carreira
Erich Beer fez parte do elenco campeão da Seleção Alemã de Futebol, na Copa do Mundo de 1978. 